# Canthon plagiatus
Canthon plagiatus е вид бръмбар от семейство Листороги бръмбари (Scarabaeidae).

## Разпространение
Този вид е разпространен в Боливия и Колумбия.